# شهرک صفرمراد ترکمن‌باشی
شهرک صفرمراد ترکمن‌باشی (به ترکمنی: Saparmyrat Türkmenbaşy şäherçesi، ساپارمراد تۆرکمنباشیٛ شأهرچه‌سی) یک شهرک تابع شهر مرو در ترکمنستان است. در دوران شوروی این شهرک Energetic نام داشت.